# 苏尔茨
苏尔茨是奥地利福拉尔贝格州费尔德基希县的一个市镇。总面积3.01平方公里，总人口2307人，人口密度766.4人/平方公里（2005年）。